# キラリ☆夜なカフェ
『キラリ☆夜なカフェ』（キラリよなカフェ）は、南海放送で放送されている愛媛県ローカルの番組である。
2019年（令和元年）4月4日（4月3日深夜）から放送されている。

## 概要
週に一夜だけオープンする、愛媛の「オイシイ」を伝えるオリジナルカフェ。街ネタ、グルメ、ファッション、レジャー、トレンドなど、キラリ☆と光る情報を発信！「夜なカフェ」セレクトのおすすめカフェメニューも紹介する。

## 出演者
出演者は全て南海放送のアナウンサー

### 現在の出演者
- 岡内ひかり（2019年4月4日‐）
- 甲斐彩加（2019年11月7日‐）

### 過去の出演者
- 月岡瞳（2019年4月4日‐2019年11月7日）
- 小野塚愛美（2020年5月7日‐2021年3月26日）

## 放送時間
毎週金曜日　0:54‐1:04（木曜深夜）
当番組放送後に岡内ひかりが出演するもぎたてテレビの再放送が放送される。